# Saint-André-le-Puy
Saint-André-le-Puy är en kommun i departementet Loire i regionen Auvergne-Rhône-Alpes i centrala Frankrike. Kommunen ligger i kantonen Saint-Galmier som tillhör arrondissementet Montbrison. År 2022 hade Saint-André-le-Puy 1 534 invånare.

## Befolkningsutveckling
Antalet invånare i kommunen Saint-André-le-Puy
| Referens: INSEE |